# جسر تسينغ ما

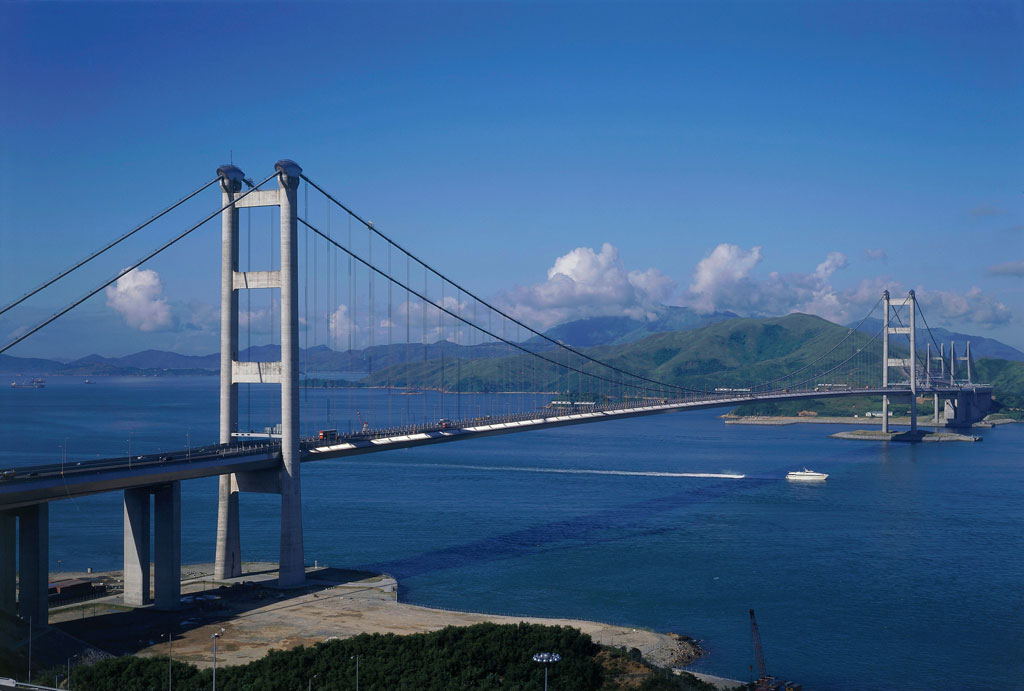

جسر تسينغ ما هو جسر في هونغ كونغ. يحتل المرتبة 14 في قائمة أطول الجسور المعلقة في العالم، وكان ثاني أطول جسر معلق وقت اكتمال بنائه. سمي الجسر على اسم الجزيرتين اللتين يربط بينهما وهما تسنغ يى وماوان. ولديه طابقان يحملان كل من الطرق والسكك الحديدية مما يجعله أكبر جسر معلق من هذا النوع. ويبلغ طول الامتداد الرئيسي 1377مترا (4518 قدمًا) وارتفاعه 206 أمتار (676 قدما). يعد هذا الامتداد الأطول في الجسور حول العالم التي تتضمن السكك الحديدية.
يحمل سطح الجسر الذي يبلغ عرضه 41 مترا (135 قدما) ستة مسارات لحركة السيارات، مع ثلاثة مسارات في كل اتجاه. ويحتوي الطابق السفلي على مسارين للسكك الحديدية وممرين مؤهلين يستخدمان في الصيانة وممرات المرور عندما تضرب أعاصير شديدة بشكل خاص هونغ كونغ وتغلق سطح الجسر أمام حركة المرور.

## تاريخ

### خلفية
يعد جسر تسنغ ما أهم عناصر مشروع لانتاو للبنية التحتية، وهو مشروع يربط لانتاو، أكبر جزيرة في هونغ كونغ، بالمناطق الحضرية في الإقليم. وحتى فتح هذا الرابط في عام 1997، لم يكن بالإمكان الوصول إلى جزيرة لانتاو إلا عن طريق المياه، وكانت ريفيّة تمامًا. بُني رابط لانتاو كجزء من برنامج مركز المطار الذي ساعد في النهاية في تزويد هونغ كونغ بمطار جديد في تشيك لاك كوك (قبالة الساحل الشمالي لانتاو) ليحل محل مطار كاي تاك القديم المزدحم.

### البناء
وقد تقدمت عدة اتحادات بعقد تشييد الجسر. قدمت هيونداي أقل عرض ولكنه لم يكن مؤهلًا لعدم الالتزام بالمتطلبات المالية. واستبعد طلب ياباني بسبب غلاء التكاليف. وفاز المشروع الإنجليزي الياباني المشترك للبناء، الذي يضم كوستاين وميتسوي وترفالاغر، وبدأت أعمال البناء في الجسر في يونيو 1992.
رُفع الجزء الأول من المقصورة إلى حيز التنفيذ في أواخر عام 1994. شيدت أجزاء الجسر في بريطانيا ودبي ثم شحنت إلى هونغ كونغ للتجميع. وقد بنته كليفلاند في المملكة المتحدة وميسوي في اليابان.

### الافتتاح
انتهى البناء في مايو 1997. وقد كلّف 7.2 مليار بعملة هونغ كونغ. وفي 27 أبريل 1997، دشّنت رئيسة الوزراء البريطانية السابقة مارغريت تاتشر رابط لانتاو، التي يشكل الجسر جزءا لا يتجزأ منها. كان الأمن شديد الضيق لتاتشر حيث كانت تعتبر أحد الأهداف الرئيسية للجيش الجمهوري الأيرلندي.
بدأت مراسم الاحتفال مع مرور أسطول من الشرطة وسفن حكومية أخرى تحت الجسر، قبل أن تطير طائرات الخدمة الجوية الحكومية والقوات الجوية الملكية فوق الأبراج الخرسانية. واختتم الاحتفال بعرض لمدة 20 دقيقة من الألعاب النارية والليزر. ورفض الرئيس التنفيذي المعين تونغ تشي - هوا الحضور حيث قال إنه يفضل الاجتماع بالمسؤولين في غوانغدونغ.
وكان حفل الافتتاح منتظرًا جدا واستقطب أكثر من 100 ألف متفرج، معظمهم واقفون على طريق قلعة بيك الذي أغلق أمام حركة المرور، كما أُغلق طريق توين مون أمام حركة المرور من الساعة 7:40 إلى الساعة 8:20 مساء، وبدأ عرض الألعاب النارية الذي استغرق 20 دقيقة بتكلفة 5 ملايين دولار هونغ كونغ. قام كل من سكك النقل الجماعي الحديدية (MTR)، وسيتيبوس، وكر كوربوريشن بتنظيم خدمات نقل خاصة لهذا الحدث. وجرى نشر أكثر من 2300 من ضباط الشرطة، ودرست الشرطة عملية السيطرة على الحشود. وقعت ثلاثة حوادث قوارب أثناء افتتاح الجسر.
فتح رابط لانتاو أمام حركة المرور في 22 مايو 1997 في الساعة 8:00 صباحًا. اصطفت السيارات لأربع ساعات قبل أن تقوم الشرطة بفتح الجسر.كما تشكلت طوابير انتظار في محطات الحافلات في الساعة السابعة صباحا حيث كان الركاب يسعون لمشاهدة البنية التحتية الجديدة وكذلك بلدة شمال لانتاو الجديدة التي ما زالت قيد الإنشاء.
وقع أول حادث طريق على رابط لانتاو على جسر تسينغ ما في 23 مايو 1997. أصيب سائحان في حادث تصادم مع شاحنة.  وحذرت الشرطة العامة من التسرع في استخدام الجسور والطرق السريعة الجديدة لتجنب إحداث الفوضى.

## التشغيل
بدأ تشغيل طريقين خاصين للحافلات في 24 مايو 1997 ليتمكن الركاب من مشاهدة وصلة لانتاو. ركضت الحافلتان X21 و X31من تاي كوك تسوي وتسوين وان على التوالي.
جسر تسينغ ما يعبر قناة ما وان، ويربط جزيرتي تسينغ يي وما وان. وهو جزء من رابط لانتاو الذي يربط المناطق الجديدة وجزيرة لانتاو، ويقود في نهاية المطاف إلى مطار هونغ كونغ الدولي في شك لاب كوك عبر طريق نورث لانتاو السريع.
جسر تسينغ ما هو بوابة مهمة لجزيرة لانتاو. وهو جزء من الطريق السريع رقم 8 الذي يربط بين رابط لانتاو وطريق غرب كولون السريع وتشونغ شا وان وشاتين. يشارك في خط السكة الحديد كل من تونغ تشونغ لاين ومطار إكسبرس.
والجسر، إلى جانب الطرق السريعة الأخرى، ووصلات الجسور والأنفاق في المنطقة، جزء من منطقة تسينغ ما الخاضعة لحكم منطقة تسينغ ما في قانون هونغ كونغ.
يراقب الجسر، إلى جانب جسر تينغ كاو وجسر كاب شوي مون، نظام مراقبة الرياح والصحة الهيكلية. ونُصبت كاميرات مراقبة على الجسر لتسجيل الظروف المرورية. الفيديو متوفر على الموقع الحكومي ويجري تحديثه كل دقيقتين.
الرسوم على رابط لانتاو - التي يشكل جسر تسينغ ما جزءا منها - خاصة بالدراجات النارية، والسيارات الخاصة، والحافلات العامة ذات العجلات المزدوجة، والسيارات الثقيلة هي 10 دولارات هونغ كونغية، و 15 دولارا، و 30 دولارا، و 40 دولارا على التوالي لكلا الاتجاهين. يبلغ الحد الأقصى للسرعة العادية على الجسر 80 كيلومترًا في الساعة (50 ميلا في الساعة).

## التصميم

### اختبار نفق الرياح
وكان الهدف من دراسات أنفاق الرياح هو إثبات سلامة الهيكل قيد الإنشاء وبمجرد الانتهاء منه، سواء فيما يتعلق بالاستقرار الهوائي أو بالآثار المحتملة لسرعات الرياح الشديدة التي يسببها الإعصار. ويتمثل هدف آخر في توفير بيانات استجابة ديناميكية في عدة مواقع رئيسية للمقارنة مع البيانات الكاملة النطاق من برنامج الرصد الجاري الذي تنفذه إدارة الطرق السريعة في هونغ كونغ.

### العناصر الرئيسية
يوجد برج واحد على جانب تسينغ يى في ووك تاي وان وآخر على جزيرة صناعية على بعد 120 مترا (390 قدما) قبالة ساحل ما وان. كل من البرجين على ارتفاع 206 أمتار (676 قدما) فوق مستوى سطح البحر، وأسس على أساس سطحي نسبيا. تتكون الأبراج من خطين مع دعامات على فترات، في شكل تصميم حزمة بوابة. وقد بُنيت الساقان بخرسانة عالية القوة من 50 ميجاباسكال.       

## السياحة
أصبح جسر تسينغ ما مكانا للسياح فضلا عن كونه معلما. يوجد مركز للزوار هو مركز لانتاو للزائرين ومنصة للعرض، يقع في الركن الشمالي الغربي لجزيرة تسنغ يي، بالقرب من نهاية جسر تسنغ يي. ومن منصة عرض المناظر الخلابة، يمكن للمرء أيضا أن يرى جسر تينغ كو وجسر كاب شوي مون. ويمكن رؤية الجسر أيضا من مركز عرض المطارات الواقع على بعد حوالي كيلومترين (1.2 ميل) شمال الجسر.